# Herb Aschaffenburga

Herb Aschaffenburga

Herb Aschaffenburga stanowi w polu srebrnym (białym) czerwony zamek z okrągłymi wieżami bocznymi, złotymi kulami na dachach wież, niebieskimi dachami, bramą z łukiem w kształcie koniczyny z siedzącym w niej na tronie biskupem świętym Marcinem. Prawa jego ręka wzniesiona do błogosławieństwa, złoty pastorał w lewej, srebrny paliusz na niebieskiej szacie, na głowie niebiesko-złota mitra.
Pierwszy udokumentowany herb pochodzi z pieczęci woskowej z 1236r. Za udział w wojnie chłopskiej w 1526r. Aschaffenburg pozbawiono herbu. Król Ludwik I dnia 1 kwietnia 1836r. przywrócił herb.